# سیارک ۱۵۴

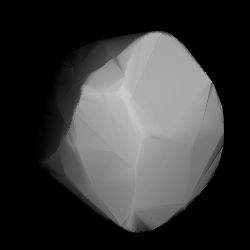
مدل سه‌بُعدی سیارک ۱۵۴ بر طبق منحنی نور آن

سیارک ۱۵۴ (به انگلیسی: 154 Bertha) صد و پنجاه و چهارمین سیارک کشف شده‌است که در ۴ نوامبر ۱۸۷۵ و در پاریس کشف شد.
قدر مطلق سیارک برابر ۷٫۵۸ است.